# Ceratopsoidea
Los ceratopsoideos (Ceratopsoidea) son una superfamilia de dinosaurios marginocéfalos ceratopsianos que vivieron en el Cretácico superior (hace aproximadamente 94 y 65 millones de años, desde el Turoniense hasta el Maastrichtiense), en lo que hoy es Norteamérica.

## Sistemática
Neoceratopsia es el clado menos inclusivo que contiene al Triceratops horridus (Marsh, 1889), pero no al Protoceratops andrewsi (Granger & Gregory, 1923).

## Taxonomía
- Superfamilia Ceratopsoidea
  - Zuniceratops
  - Familia Ceratopsidae
    - Subfamilia Centrosaurinae
      - Albertaceratops
      - Avaceratops
      - Tribu Centrosaurini
        - Brachyceratops
        - Centrosaurus
        - Monoclonius
        - Styracosaurus

      - Tribu Pachyrhinosaurini
        - Achelousaurus
        - Einiosaurus
        - Pachyrhinosaurus

    - Subfamilia Chasmosaurinae
      - Agujaceratops
      - Anchiceratops
      - Arrhinoceratops
      - Ceratops
      - Chasmosaurus
      - Diceratops
      - Eotriceratops
      - Pentaceratops
      - Torosaurus
      - Triceratops